# 波德維爾基
49°58′43″N 36°6′17″E / 49.97861°N 36.10472°E

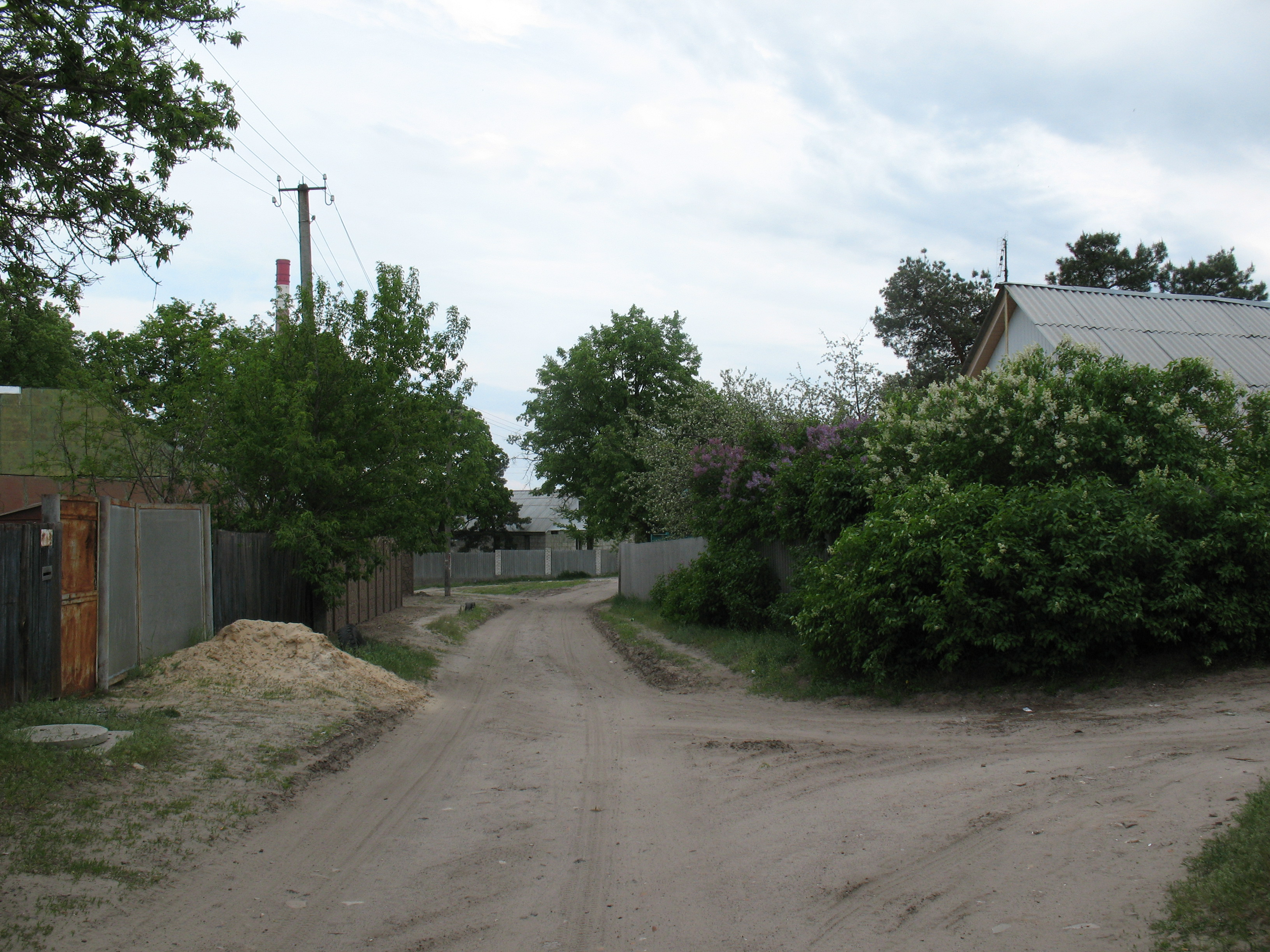

波德維爾基（烏克蘭語：Подвірки）是位於烏克蘭東部的村莊，由哈爾科夫州哈爾科夫區的索洛尼齊夫卡市鎮負責管轄。該村始建於1650年，面積1.15平方公里，海拔高度128米，2001年人口2,861，人口密度每平方公里2,487人。